# Шогакат (телеканал)
«Шогака́т» (арм. Շողակաթ) — общенациональный армянский церковный телеканал. Ориентируется на религиозные, семейные и научно-познавательные программы.

## История
Телекомпания Шогакат была основана в 1998 году в Ереване, Армения, по инициативе Католикоса Гарегина II-го (в то время архиепископа Гарегина Нерсесяна, главного викария Араратской епархии Армянской Апостольской Церкви).
Телекомпания была создана для показа деятельности епархий, способствования проповеди Армянской Апостольской Церкви. Программы и фильмы, выходящие в эфире канала, мобут быть предоставлены также и другими армянскими телекомпаниями, а также посредством Общественного телевидения Армении и армянской диаспорой.
После того, как Гарегин Нерсесян был избран Католикосом всех армян в 1999 году, офис компании Шогакат был переведён в Святой Эчмиадзин и стал частью Департамента информационных служб Эчмиадзина, его основной целью стало производство духовных и культурных программ и фильмов.
Телеканал транслируется в эфире с ноября 2002 года. Канал вещает практически по всей территории Армении и НКР, также канал доступен абонентам трёх операторов кабельного телевидения Interactive, Ucom. и Eurocable, и имеет аудиторию более 2 млн зрителей..
Телекомпания Шогакат производит отбор фильмов о цивилизации, истории, религии, природе, знаменитостях, глобальных духовно-культурных ценностей, также имеет программы об общественных, экономических, культурных, национально-церковных событиях. Зрители также имеют возможность смотреть фильмы и концерты как отечественного, так и зарубежного производства.
Исполнительным директором компании является Маня Казарян.